# Nicolae Milescu Spătarul

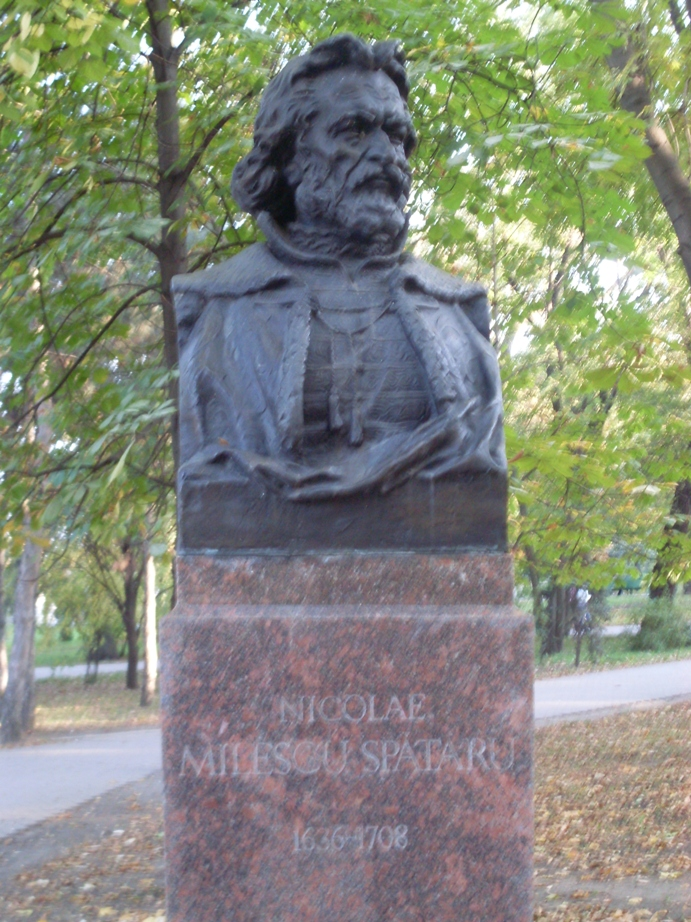
Nicolae Milescu Spătarul, Aleea Clasicilor, Kischinau

Nicolae Gawrilowitsch Milescu Spătarul (russisch Николай Гаврилович Милеску Спафарий; * 1636 im Dorf Milești, Rajon Nisporeni; † 1708 in Moskau) war ein moldauisch-russischer Diplomat, Schriftsteller und Forschungsreisender.

## Leben
Milescu stammte aus einer Bojaren-Familie. Die väterlichen Vorfahren kamen aus der südlichen Morea und führten sich auf die walachisch-griechische Familie der Assan-Palaiologen zurück. Der Zuname Spătarul bezog sich auf das Schwertträger-Hofamt und spätere Militär- bzw. Polizei-Amt.
Milescu besuchte 1645–1650 die Große Schule des Ökumenischen Patriarchats von Konstantinopel in Konstantinopel. Dort lernte er Alt- und Neugriechisch, Latein, Altslawisch, Italienisch und Türkisch. Darauf studierte er an der Universität Padua.
1653–1671 stand Milescu im Dienst moldauischer und walachischer Gospodare und führte diplomatische Aufträge in Konstantinopel, Stockholm und Paris aus. Er setzte sich für eine Annäherung des Fürstentums Moldau an Russland ein. Milescu war 1659–1660 Spătar des Woiwoden Gheorghe Ghica. 1660–1664 war er Vertreter des walachischen Gospodars an der Hohen Pforte.
Milescu reiste dann nach Berlin und Stettin, wo sich der exilierte moldauische Gospodar Gheorghe Ștefan aufhielt. Als dessen diplomatischer Vertreter reiste er 1666 nach Stockholm, um sich mit dem Botschafter Frankreichs zu treffen, und 1667 nach Paris zum Hof Ludwigs XIV. In Frankreich veröffentlichte er sein Enchiridion über die Orthodoxe Kirche in lateinischer Sprache. In Stockholm diskutierte er auch wissenschaftliche Probleme mit dem französischen Botschafter.
Zurück im Fürstentum Moldau beteiligte sich Milescu an einer Verschwörung gegen den Gospodar Iliaș Alexandru. Die Verschwörung schlug fehl, und Milescus Nase wurde gebrandmarkt oder verstümmelt, was ihm den Spitznamen Stupsnase einbrachte. Milescu ging zunächst zum walachischen Gospodar Grigore I Ghica, der ihn zum Residenten in Konstantinopel ernannte, und von dort zum brandenburgischen Kurfürsten Friedrich Wilhelm. Dort stellte ein Arzt Milescus Nase teilweise wieder her.
Milescu wurde 1671 vom Jerusalemer Patriarchen Dositheos II. nach Moskau geschickt. Auf Einladung des Bojaren Artamon Matwejew, der am Hofe Zar Alexeis I. die auswärtigen Angelegenheiten bearbeitete, blieb Milescu dort und arbeitete als Übersetzer für das Botschafter-Amt. Er verfasste Studien geschichtlichen und theologischen Inhalts und auch den Text des 1672 erstellten illustrierten Zaren-Titularbuchs der russischen und ausländischen Herrscher. Er verfasste das erste russische Arithmetik-Lehrbuch Arithmologion für Matwejews Kinder und Höflinge. Die Handschrift wurde 1672 im Moskauer Tschudow-Kloster fertiggestellt. Juri Mitropolski schickte 1963 Kopien der Handschriften Milescus aus Kiew an das Mathematik-Institut der Rumänischen Akademie.
Milescu schrieb 1672–1673 das Buch der Sibyllen, in dem er alle bekannten antiken Weissagerinnen und ihre Vorhersagen beschrieb und davon viele als Hinweise auf Christi Geburt deutete. 1673 wurde ein luxuriös ausgestattetes Chrismologion mit 11 prachtvollen Illustrationen über die Geschichte der christlichen Welt und die besondere Rolle Russlands als letztes rechtgläubiges Reich angefertigt und dem Zaren Alexei I. überreicht. Dieses Werk war Milescus bekanntestes und weitestverbreitete Werk, von dem mehr als 40 Exemplare bekannt sind.
1674 vermittelte Milescu Verhandlungen des Fürstentums Moldau mit der russischen Regierung über die Befreiung des Fürstentums aus der osmanischen Abhängigkeit.

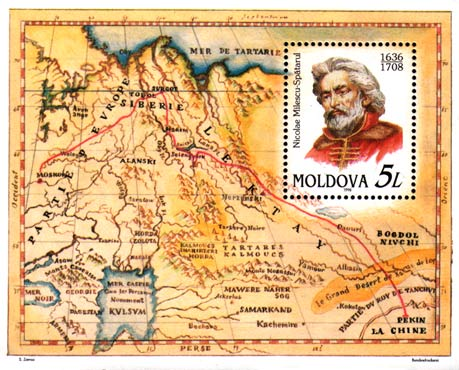
Milescus Reise nach China (Briefmarke der moldauischen Post 2002)

Nach der erfolglosen Botschaftsreise Fjodor Baikows nach Peking (1654–1656) machte Zar Alexei I. nun einen zweiten Versuch. Milescu leitete 1675–1678 die russische Botschaft in Peking mit 150 Personen. Das Ziel Zar Alexeis I. war die Lösung der Grenzprobleme am Amur und die Förderung der Handelsbeziehungen. Auch sollten die angrenzenden Territorien detailliert beschrieben werden.
Während der Reise durch Sibirien und Transbaikalien nach China führte Milescu ein detailliertes Reisetagebuch. Er beschrieb den Mittellauf des Ob, als dessen Quelle er den Telezker See identifizierte, und die Nebenflüsse Irtysch und ket sowie die Angara. Er lieferte die erste eingehende Beschreibung des Baikalsees, listete die in ihn mündenden Flüsse auf, darunter Selenga, Bargusin und Obere Angara, beschrieb die Insel Olchon und schätzte die Seetiefe realistisch ein. Mit einem Astrolabium bestimmte er die geographische Breiten. Fälschlicherweise glaubte er an die Existenz eines einzigen langen Gebirges vom Baikalsee bis zum Ochotskischen Meer.
Als Milescu mit seinem Gefolge in Jenisseisk angekommen war, hatte er Ignati Milowanow nach Peking vorausgeschickt, der die Botschaft ankündigen und die Ziele erläutern sollte. Über Nertschinsk kam er zum Amur, um dann als erster Europäer entlang dem Ostabhang des Großen Hinggan-Gebirges schließlich nach Peking zu gelangen.
Milescus Reisegruppe folgte, durchquerte im Januar 1676 das Große Hinggan-Gebirge und wartete am Nen Jiang auf die Rückkehr Milowanows, der im Februar 1676 eintraf. Mit einem Brief Milescus ging Milowanow nach Moskau und kam erst Jahre später nach Nertschinsk zurück. Milescu setzte die Reise durch die Mandschurei fort und traf im Mai 1676 in der Hauptstadt Peking ein, wo der Onkel des jungen Kaisers Kangxi das Land regierte. In China studierte Milescu im Gegensatz zu früheren inoffiziellen und offiziellen Botschaftern die chinesische Kultur und Sprache, sodass er viele wertvolle Informationen sammeln konnte. Er traf sich mit dem Jesuiten Ferdinand Verbiest, mit dem er wissenschaftlich diskutierte. Die Botschaft blieb ein Jahr lang in Peking, ohne diplomatische Erfolge erzielen zu können. Im Frühjahr 1677 begann die Rückreise auf dem Weg der Hinreise. Nach seiner Rückkehr legte er dem Botschafter-Amt drei Berichte über die Reise durch Sibirien, über die Verkehrsverhältnisse und über China vor.
Dann nahm Milescu an den Verhandlungen Russlands mit den Fürstentümern Moldau und Walachei teil. Er beteiligte sich an der Vorbereitung der von Fjodor Golowin geleiteten russischen Botschaft in China (1688–1689). 1695 nahm Milescu am 1. Asowfeldzug Peters I. teil.
Ein Enkel Milescus war 1711 mit Dimitrie Cantemir nach Russland emigriert. Milescus Urenkel Generalleutnant Leonti Spafarjew (1766–1847) war Direktor der Leuchttürme am Finnischen Meerbusen und Kommandeur des Revaler Hafens.